# إيرو بوك
إيرو بوك (بالفنلندية: Eero Böök) (ولد في 9 فبراير 1910 – 7 يناير 1990) مهندس لاعب شطرنج فنلندي، حمل لقب أستاذ كبير في الشطرنج.

## إنجازات
- فاز ببطولة فنلندا للشطرنج خمس مرات.
- مثل وطنه ست مرات في أولمبياد الشطرنج.
- حصل على لقب أستاذ دولي عام 1950.
- حصل على لقب أستاذ كبير عام 1984.
- فاز بالمركز الأول متعادلاً مع غوستا شتولتس في البطولة نورديك في هلسنكي في عام 1947.
- لعب ضد عدد من أهم اللاعبين في اللاعبين منهم ميغيل ناجدورف (فاز بدور وخسر دوراً وتعادل بدورين).
- هزم ماكس إيوي بالأسود في دوبروفنيك عام 1950.
- كما هزم بول كيريس الإستوني في أولمبياد هلسنكي عام 1952.

## روابط خارجية
- إيرو بوك على موقع مباريات الشطرنج (الإنجليزية)
- إيرو بوك على موقع 365Chess.com (الإنجليزية)
- إيرو بوك على موقع Chesstempo.com (الإنجليزية)
- إيرو بوك سجل أولمبياد الشطرنج على موقع OlimpBase.org (الإنجليزية)